# Mornico Losana
Mornico Losana ist eine norditalienische Gemeinde (comune) mit 600 Einwohnern (Stand 31. Dezember 2023) in der Provinz Pavia in der südwestlichen Lombardei. Die Gemeinde liegt etwa 20,5 Kilometer südsüdöstlich von Pavia in der Oltrepò Pavese im Val Sorda und gehört zur Comunità Montana Oltrepò Pavese.  

## Geschichte
Erstmals urkundlich erwähnt wird die Gemeinde 1164 als Morenise.